# Sutra

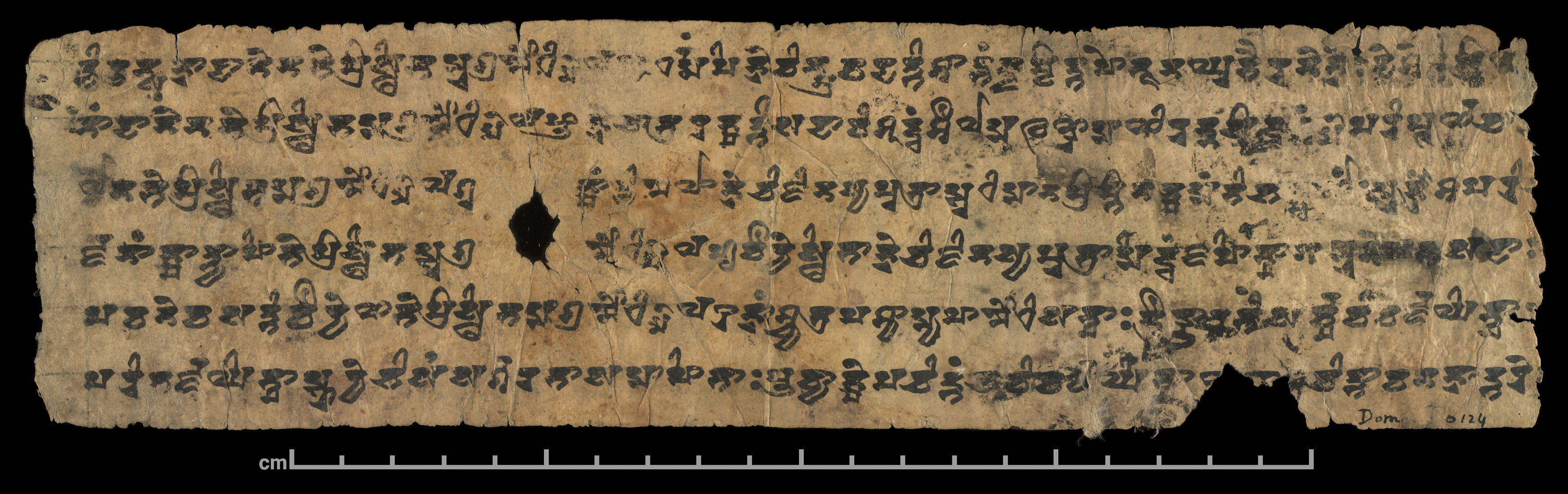
Página do Sutra do Lótus em sânscrito escrito em uma forma primitiva da escrita brami do sul do Turquestão

Sutra (सूत्र em sânscrito) é um substantivo derivado do verbo √siv, que significa costurar. Trata-se de um ensinamento basicamente religioso em forma de texto, originário das tradições espirituais da Índia, particularmente do hinduísmo, do budismo e do jainismo. 
Literalmente significa 'corda' ou 'fio' e, mais metaforicamente, refere-se a um aforismo ou a uma coleção de aforismos reunidos num manual ou, ainda um ensinamento mais longo,  em prosa. No  hinduísmo os sutras estão ligados a uma escola de estudos védicos relacionada (embora  um pouco mais tardia) com os Upanishads.  Todas as escolas de  filosofia hindu desenvolveram grandes tratados na forma de sutras, o que ajuda a transmitir os ensinamentos de uma geração a outra. Os sutras têm geralmente a forma de pequenos versos, algumas vezes esotéricos, acerca das visões hinduístas acerca da metafísica, da cosmogonia, da condição humana, sobre moksha (libertação) e sobre como ter uma vida feliz, conforme ao dharma. Todavia também podem se referir a questões de ordem prática. É o caso dos Shulba Sutras, por exemplo, que são verdadeiros manuais técnicos que incluem procedimentos de cálculo matemático necessários à elaboração de projetos de altares para a realização de sacrifícios.

## Sutra no budismo
No budismo, o termo "sutra" se refere de forma geral às escrituras canônicas que são tratadas como registros dos ensinamentos orais de Buda Gautama.  Esses ensinamentos estão registrados na segunda parte ("cesto") do Tripitaka e são chamados de Sutra Pitaka (em Pali, "Tipitaka" e "Sutta Pitaka").  Outros textos também são considerados Sutras, principalmente pelas escolas Mahayana, embora não façam parte do Tripitaka e de forma geral sejam atribuídos a outros autores em períodos posteriores.  
Em páli, a palavra equivalente é sutta, e é usada exclusivamente para escrituras budistas, principalmente as do Cânone Pali.
A maioria (ou todas) as escolas budistas se guiam não apenas pelas escrituras, mas também por escritos e ensinamentos orais de seus próprios patriarcas e iniciadores, que podem ser considerados como parte de seus próprios cânones. Ainda assim, os Sutras desempenham um papel importante em todas as escolas budistas, a despeito de algumas lendas e exageros.
Na escola Theravada, os únicos textos canônicos são os do Tripitaka, que eles chamam pelo nome Páli Tipitaka.  Um dos três componentes do Tipitaka é o Sutta Pitaka, que contém os Sutras do Cânone Páli.
Na escola Tendai e no budismo de Nitiren, o Sutra do Lótus é enfatizado como ensino a partir de um ponto absoluto enquanto os outros são considerados ensinos de acordo com a capacidade do ouvinte.
No Sōtō, recorre-se ao Sutra do Coração da Perfeita Sabedoria, ao Sutra Avatamsaka e ao Sutra do Lótus, entre outros.